# Ејми Вајнхаус
Ејми Џејд Вајнхаус (енгл. Amy Jade Winehouse; Саутгејт, Лондон, Енглеска, Уједињено Краљевство, 14. септембар 1983 — Лондон, Уједињено Краљевство, 23. јул 2011) била је енглеска кантауторка позната по свом изражајном контраалт вокалу и пробраној мешавини музичких жанрова које је користила у својим песмама, укључујући ритам и блуз, соул и џез.
Ејми Вајнхаус су приписиване заслуге за утицај на раст популарности женских извођача и соул музике, и за препород британске музичке сцене. Њен специфичан стил учинио ју је музом модних дизајнера, попут Карла Лагерфелда. Проблеми са зависношћу од наркотика и злоупотребом алкохола, као и њена склоност самоуништењу су биле редовне теме таблоида од 2007. године, па до њене смрти. Заједно са својим бившим супругом, Блејком Филдер-Сивилом, имала је проблема са законом, због којих је он био осуђен на затворску казну. Током 2008, Вајнхаус се суочила са низом здравствених компликација које су представљале озбиљну претњу и за њену каријеру и за њен живот.
Критика у Уједињеном Краљевству је јако добро примила деби албум  који је Вајнхаус објавила 2003, те је био номинован за награду Меркури. Следећим албумом, Back to Black, објављеним 2006. заслужила је шест номинација за награду Греми, од којих је пет и освојила, укључујући награде у три од четири најважније категорије: за дебитанта године, за албум године и за композицију године, чиме је, заједно са Алишом Киз и Лорин Хил, постала певачица која је освојила највише Гремија у једном дану, и прва британска певачица којој је то пошло за руком. Албум се нашао на трећем месту листе најпродаванијих издања прве деценије 21. века у Уједињеном Краљевству.
Последњи концерт Ејми Вајнхаус одржан је у Београду, 18. јуна 2011. године, где је, по наводима штампе, била у видно алкохолисаном стању те је једва успевала да пева. Након неколико безуспешних покушаја да отпева бар једну песму, њен пратећи бенд је испоштовао београдску публику и свирао до краја, док је певачица то испратила смејањем и игром.
Ејми Вајнхаус је умрла у 27. години живота, 23. јула 2011. године. Нађена је мртва у својој кући у Лондону, а према првим полицијским извештајима, разлог смрти није био познат. Касније је објављено да је Вајнхаусова умрла од тровања алкохолом.

## Биографија

### Детињство и школовање
Рођена је у јеврејској породици. Њен отац Мичел (енгл. Mitchell) је био возач таксија, а мајка Џенис (енгл. Janis) апотекарка. Има старијег брата Алекса (енгл. Alex). Похађала је школу „Ешмол“. Када је имала 10 година, основала је своју музичку групу „Свит ен Сор“, по угледу на америчку музичку групу „Солт ен Пепа“, али је група кратко постојала. Од своје 12. године, похађала је позоришну школу „Силвија Јанг“, али је већ у 13. години избачена због лошег владања и зато што је сама себи пробушила нос, како би ставила пирсинг. После тога се уписала у Лондонску школу за извођачке уметности и технологију.

## Музичка каријера

### Почеци
Након извесног времена које је провела свирајући братовљеву гитару, Вајнхаус је добила своју прву гитару у време када је имала 13 година, а прве композиције је написала годину дана касније. Убрзо потом почела је да ради, између осталог и као новинар естрадне рубрике за World Entertainment News Network, истовремено певајући са локалном групом под називом Болша Бенд (енгл. Bolsha Band). Њен тадашњи момак, соул певач Тајлер Џејмс, послао је Ејмин демо снимак менаџеру Нику Гадвину и ловцу на таленте Нику Шиманском, који су у то време тражили џез певачицу. Ејми Вајнхаус је потписала уговор са менаџерском компанијом Сајмона Фулера 2002. године. У време док су радили на њеном развоју, крили су је од јавности. Њен будући заступник, Даркус Бис (енгл. Darcus Beese), чуо ју је сасвим случајно у време када му је менаџер браће Левинсон показао неке њихове снимке на којима је Ејми певала вокале. На питање ко је певачица, добио је одговор да то не може да му се открије. Пошто је чврсто решио да је ангажује, Бис је провео шест месеци распитујући се ко је мистериозна певачица. Његов труд је на крају уродио плодом. У међувремену, Вајнхаусова је већ била снимила неколико песама и потписала уговор о објављивању музичког материјала са издавачком кућом EMI. Преко свог издавача почела је да сарађује са продуцентом Саламом Ремијем.
Бис је представио Ејми свом претпостављеном, Нику Гатфилду (енгл. Nick Gatfield), који је такође спремно прихватио да потпише уговор са младом уметницом. У то време конкурентске издавачке куће EMI и Virgin почеле су да се интересују за Вајнхаусову. Даркус Бис је изјавио да је зазор који се створио према музичким ТВ емисијама био разлог за огромно одушевљење које је изазвала девојка која није представљала типичну поп звезду у то време, јер је публика почела да жуди за оригиналним младим талентом.

### Први албум
Деби албум Ејми Вајнхаус под називом Frank објављен је 20. октобра 2003. Већим делом продуцирао га је Салам Реми, песме су углавном биле са примесама џеза, и, осим у две обраде, она се у свима појављује као један од аутора. Албум је добио позитивне критике, са посебним нагласком на „смео, критички став“ текстова и изазвао поређења Ејминог са гласом Саре Вон, Ерике Баду, Нине Симон, Мејси Греј и још неких афирмисаних певачица.
У тренутку када је албум 2004. године номинован за награду Брит у категоријама за најбољу британску соло певачицу и британски урбани наступ, појавио се у доњој половини британске топ-листе најпродаванијих издања где се задржао две недеље, достигавши касније платинасти тираж. У мају исте године, заједно са Саламом Ремијем освојила је награду Ајвор Новело за „Stronger Than Me“ у категорији Најбоља савремена песма, а албум Frank је донео Вајнхаусовој и номинацију за награду Меркјури за 2004. годину, коју је освојила група Франц Фердинанд. Исте године наступила је на Џезворлд стејџу на 34. фестивалу у Гластонберију, у оквиру програма Гласови света у клубу Сода на међународном џез фестивалу у Монтреалу, и на још неким мањим фестивалима.
По објављивању албума, Ејми је изјавила како је била „само 80% иза албума“, да га „никада није чула од почетка до краја“, и да га „не поседује у својој кући“ с обзиром на чињеницу да су се на њему нашле неке песме и миксеви који јој се нису допадали. Преостали синглови су били „Take the Box“, „In My Bed“/„You Sent Me Flying“ и „Pumps“/„Help Yourself“.

### Други албум и међународни успех
За разлику од деби албума који је био под утицајем џеза, други албум Вајнхаусове је инспирисан женским групама из педесетих и шездесетих година 20. века. Због тога је, као Ејмина пратња у студио емисијама и на америчкој турнеји, ангажован бенд Дап-Кингси њујоршке певачице Шерон Џонс. Током маја 2006, Ејмини промотивни снимци „You Know I'm No Good“ и „Rehab“ пуштани су у емисији Марка Ронсона коју је емитовао њујоршки Ист Вилиџ радио. То су биле прве нове песме пуштане на радију након објављивања сингла „Pumps“ а најављене да ће се појавити на другом албуму. Свих једанаест песама у потпуности су продуцирали Салам Реми и Марк Ронсон. Ронсон је у интервјуу из 2010. изјавио како је сарадња са Вајнхаусовом била продуктивна јер је она била искрена када год јој се није свидео његов рад чиме је штедео време које би било потрошено на покушај поправке нечега што у старту није било квалитетно. Промоција албума се захуктала и почетком октобра 2006. године Ејмина званична интернет страница је редизајнирана и поново активирана, а на њој су постављени видео-спотови неких необјављиваних песама. Back to Black се званично појавио у дистрибуцији у Уједињеном Краљевству 30. октобра 2006. Више пута се налазио на првом месту британске листе албума, а позиционирао се на седмом месту Билбордове листе 200 најбољих албума у САД. Био је то најпродаванији албум 2007. године на Острву са 1,85 милиона примерака.
Албум је изнедрио неколико синглова, а први објављени је била песма „Rehab“ коју је продуцирао Ронсон. Ова композиција је, у време објављивања, стигла међу првих десет синглова британске и америчке топ-листе. Часопис Тајм је прогласио „Rehab“ најбољом песмом 2007. године.

## Дискографија
- (2003)
- (2006)
- (2011)